# ويليام أ. جونز الثالث
ويليام أ. جونز الثالث (بالإنجليزية: William A. Jones, III)‏ هو ضابط أمريكي، ولد في 31 مايو 1922 في نورفولك في الولايات المتحدة، وتوفي في 15 نوفمبر 1969.